# احتياطي النفط في كندا

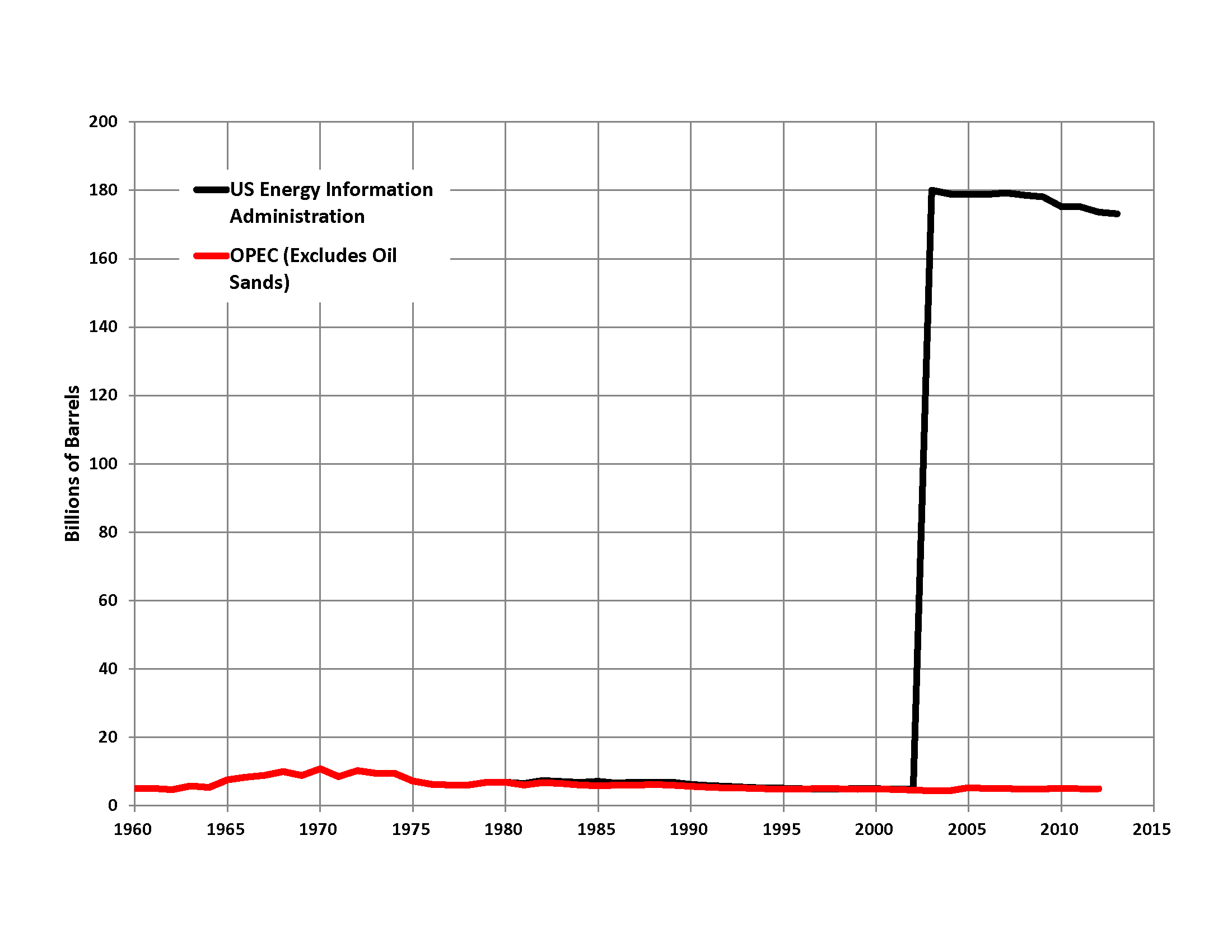
كندا: احتياطيات النفط المؤكدة: النفط الخام التقليدي باللون الأحمر (بيانات من أوبك) وإجمالي الاحتياطيات المؤكدة ، بما في ذلك من الرمال النفطية باللون الأسود (بيانات من إدارة معلومات الطاقة الأمريكية)

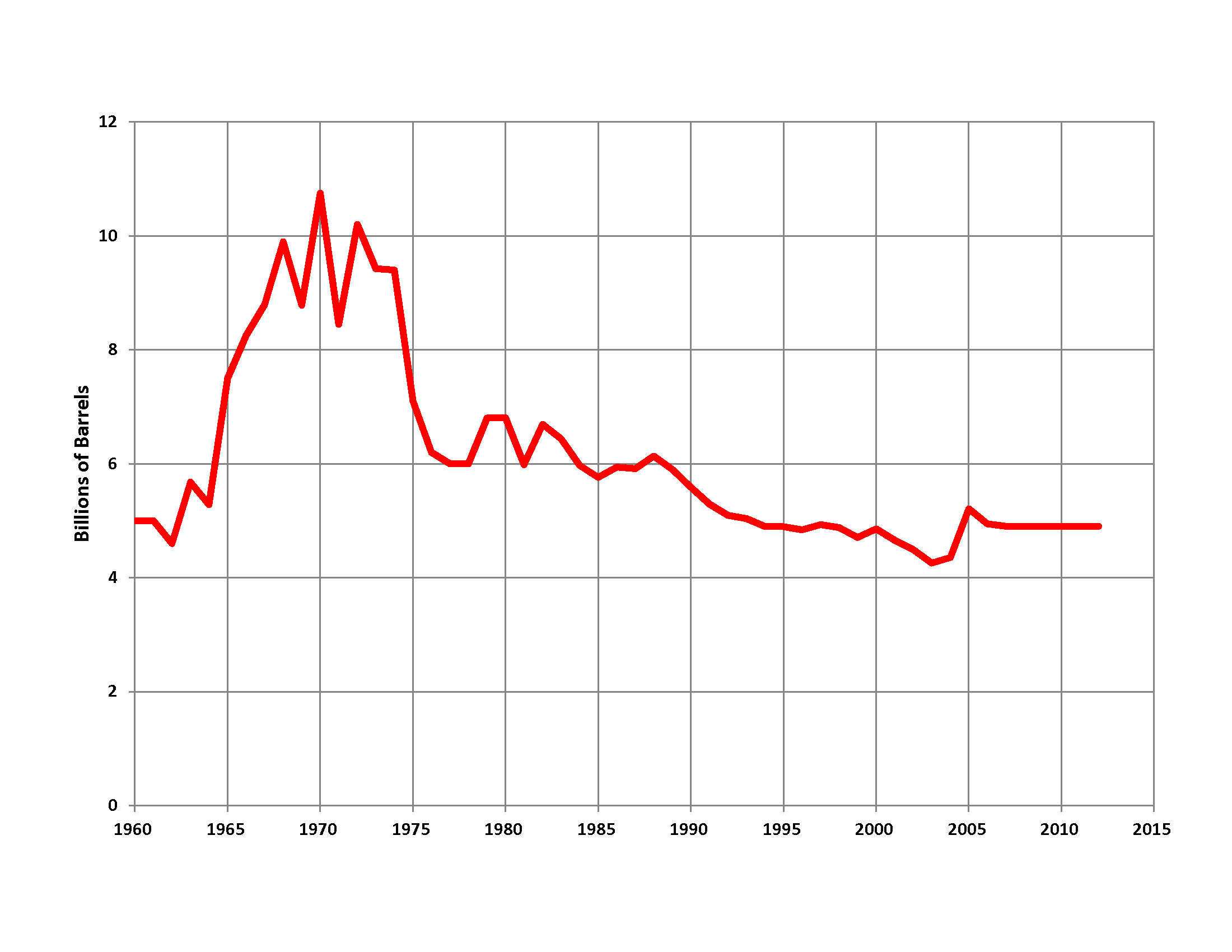
احتياطيات النفط الخام التقليدية في كندا (باستثناء المكثفات ، سوائل الغاز الطبيعي ، والنفط من الرمال النفطية)

تقدر احتياطيات النفط في كندا بنحو 172 بليون برميل (27.3×109 م3) اعتبارا من بداية عام 2015. يتضمن هذا الرقم احتياطيات الرمال النفطية التي تقدرها الجهات التنظيمية الحكومية بأنها قابلة للإنتاج اقتصاديًا بالأسعار الحالية باستخدام التكنولوجيا الحالية. وفقًا لهذا الرقم، احتياطيات كندا في المرتبة الثالثة بعد فنزويلا والمملكة العربية السعودية. أكثر من 95 ٪ من هذه الاحتياطيات في رواسب الرمال النفطية في مقاطعة ألبرتا. تحتوي ألبرتا على كل الرمال النفطية في كندا تقريبًا والكثير من احتياطياتها النفطية التقليدية. يتركز الرصيد في العديد من المقاطعات والأقاليم الأخرى. ساسكاتشوان والمناطق البحرية في نيوفاوندلاند على وجه الخصوص لديها إنتاج النفط واحتياطيات كبيرة. تمتلك ألبرتا 39٪ من احتياطي النفط التقليدي المتبقي في كندا، ونيوفاوندلاند في الخارج 28٪ وساسكاتشوان 27٪، ولكن إذا تم تضمين الرمال النفطية، فإن حصة ألبرتا تتجاوز 98٪.

## الحالة

بلغ إنتاج النفط التقليدي الكندي ذروته في عام 1973 ، ولكن من المتوقع أن يرتفع إنتاج الرمال النفطية إلى 2020 على الأقل

تمتلك كندا صناعة طاقة متطورة للغاية ومستورد ومصدر للنفط والمنتجات المكررة. في عام 2006، بالإضافة إلى إنتاج 1.2 بليون برميل (190×106 م3) ، استوردت كندا 440 مليون برميل (70×106 م3) ، يستهلك 800 مليون برميل (130×106 م3) نفسها، وتصدير 840 مليون برميل (134×106 م3) للولايات المتحدة  فائض الصادرات على الواردات كان 400 مليون برميل (64×106 م3) . يتم إرسال أكثر من 99 ٪ من صادرات النفط الكندية إلى الولايات المتحدة، وكندا هي أكبر مورد للنفط للولايات المتحدة.
قرار المحاسبة 174 بليون برميل (27.7×109 م3) من رواسب رمال النفط في ألبرتا كاحتياطيات مثبتة تم إجراؤها بواسطة مجلس الحفاظ على موارد الطاقة (E R C B)، المعروف الآن باسم مجلس ألبرتا للطاقة والمرافق (A E U B). على الرغم من أن هذه الإضافة أصبحت مقبولة الآن على نطاق واسع، فقد كانت مثيرة للجدل في ذلك الوقت لأن رمال النفط تحتوي على شكل ثقيل للغاية من النفط الخام المعروف باسم البيتومين والذي لن يتدفق باتجاه بئر تحت ظروف الخزان. بدلاً من ذلك، يجب أن يتم تعدينه أو تسخينه أو تخفيفه بالمذيبات للسماح بإنتاجه، كما يجب ترقيته إلى زيت أفتح ليصبح قابلاً للاستخدام بواسطة المصافي.  تُعرف الرواسب المعروفة تاريخياً بالرمال القارية أو أحيانًا باسم «رمال القطران»، حيث تتعرض الرواسب للأنهار الرئيسية التي تخترق التكوينات الحاملة للنفط لتكشف عن القار في ضفاف النهر. في السنوات الأخيرة، تغلبت الاختراقات التكنولوجية على الصعوبات الاقتصادية والتقنية لإنتاج الرمال النفطية، وبحلول عام 2007 بلغت 64٪ من إنتاج ألبرتا النفطي 1.86 مليون برميل لكل يوم (296,000 م3/ي) كان من الرمال النفطية بدلا من حقول النفط التقليدية. يقدر مجلس إدارة الموارد المائية أنه بحلول عام 2017، سيشكل إنتاج الرمال النفطية 88٪ من إنتاج ألبرتا المتوقع للنفط والذي يبلغ 3.4 مليون برميل لكل يوم (540,000 م3/ي) . 
يقدر المحللون أن سعرًا يتراوح بين 30 إلى 40 دولارًا للبرميل مطلوب لجعل إنتاج الرمال النفطية الجديدة مربحًا.  في السنوات الأخيرة، تجاوزت الأسعار إلى حد كبير تلك المستويات وتتوقع حكومة ألبرتا أن يتم تنفيذ مشاريع جديدة بقيمة 116 مليار دولار بين عامي 2008 و 2017.  ومع ذلك، فإن أكبر عائق أمام تنمية الرمال النفطية يتمثل في نقص خطير في العمالة والسكن في ألبرتا ككل ومركز الرمال النفطية في فورت ماكموري على وجه الخصوص. وفقًا لإحصاءات كندا، بحلول سبتمبر، انخفضت معدلات البطالة في ألبرتا إلى مستويات منخفضة  وارتفع دخل الفرد ليصل إلى ضعف المعدل الكندي. ومن العقبات الأخرى قدرة كندا على زيادة خطوط أنابيب التصدير بسرعة. أشار المجلس الوطني للطاقة إلى أن المصدرين واجهوا مخصصات خطوط الأنابيب في عام 2007. ومع ذلك، فإن ارتفاع أسعار النفط الخام قد أثار طفرة في طلبات الحصول على خطوط أنابيب النفط في عام 2007، ومن المخطط أن تقوم خطوط أنابيب جديدة بنقل النفط الكندي جنوبًا مثل المصافي الأمريكية في خليج المكسيك.
حتى عام 2010، كانت كندا المنتج الرئيسي الوحيد للنفط في منظمة التعاون الاقتصادي والتنمية (O E C D) التي شهدت زيادة في إنتاج النفط في السنوات الأخيرة. كان الإنتاج في الدول المنتجة الرئيسية الأخرى لمنظمة التعاون الاقتصادي والتنمية (الولايات المتحدة والمملكة المتحدة والنرويج والمكسيك) في ذلك الوقت يتراجع، كما كان الإنتاج التقليدي للنفط في كندا. من المتوقع أن يرتفع إجمالي إنتاج النفط الخام في كندا بمعدل 8.6 في المائة سنويًا من عام 2008 إلى عام 2011 نتيجة لمشاريع نفطية غير تقليدية جديدة.

## روابط خارجية
- خريطة للبنية التحتية للنفط والغاز الكندي